# Das Super T-Shirt
Das Super T-Shirt ist ein britischer Film der Children’s Film Foundation von 1978.

## Handlung
Der größte Wunsch des schmächtigen Sammy Smith ist es, ein Sport-Superstar zu werden. Mit der Hilfe seines westindischen Freundes Marvin und dem Bodybuilding-Kurs des berühmten „Professor Hercules“ trainiert Sammy für die Langstreckenlauf-Meisterschaft. Zwei Schulschläger, welche auch Sammys Konkurrenten in der Meisterschaft sind, werfen sein Glücks-Tiger-T-Shirt durch ein Fenster eines Forschungslabors. Beim Versuch, es zurückzubekommen, stößt Sammy gegen einen elektrischen Aufbau. In der darauf folgenden Explosion wird das T-Shirt in eine Quelle mächtiger Kraft verwandelt.
Der Forschungschef Mr. Trotter und sein Chef Mr. Becket entscheiden sich, diese Entdeckung für ihre eigenen Zwecke zu nutzen, aber Sammy und Marvin schaffen es, mit dem T-Shirt zu entkommen. Das T-Shirt ermöglicht es Sammy, über eine hohe Fabrikmauer zu springen, das Auto der Verfolger mit einer Hand anzuhalten und wie eine Rakete die Straße entlangzurennen.
Nachdem sie einige Male knapp entkommen sind, schafft Sammy es zum Sportplatz. Die beiden Schulschläger lassen ihn aber beim Start des Rennens stolpern. Mit der Hilfe des super T-Shirts schafft er es, sich an die Spitze zu setzen. Marvin kommt gerade zum Sportplatz, als Sammy ins Schwanken gerät und letztlich stehen bleibt, da das T-Shirt seine Kraft verliert. Marvin reißt ihm das T-Shirt herunter und überzeugt Sammy, aus eigener Kraft zu laufen. Sammy holt die anderen Läufer wieder ein und gewinnt letztlich das Rennen.

## Kritik
Das Lexikon des internationalen Films wertete das Werk als „Kinderspielfilm, der sich satirisch gegen die Wunschträume einer Comic-Wunderwelt stellt und konstruktive Alternativen bietet.“

## Musik
Der Titelsong Sammy’s Super T-Shirt wurde von Harry Robinson und Frank Godwin geschrieben. Von Robinson stammt auch die originale Geschichte, auf welcher das Drehbuch basiert, er wurde deshalb als H. MacLeod Robertson im Abspann genannt.